# Устьянская волость (Канский уезд)

Устья́нская волость - административная единица в составе Канского уезда Енисейской губернии. Административный центр - село Устьянское.

## Состав
По состоянию на 1 января 1911 года в состав волости входили следующие населенные пункты:
Архангельская, деревня (переселенческий участок Облава)
Байкаловская, деревня (переселенческий участок Байкалов)
Березовская, деревня (переселенческий участок Тимофеевский)
Бизуранская, деревня (переселенческий участок Бизуран)
Богоявленка, деревня (переселенческий участок Гладкая Гора)
Болотный, поселок (переселенческий участок Болотный)
Воздвиженская, деревня (переселенческий участок Крутой Ложок)
Георгиевская, деревня (переселенческий участок Печкин)
Горелый Борок, деревня (переселенческий участок Горелый Борок)
Гремучинская, деревня (переселенческий участок Гремучая Падь)
Емзорская, деревня (переселенческий участок Емзорский)
Залесье, деревня (переселенческий участок Тюленев)
Захарова, деревня (переселенческий участок Становой Опахин)
Ильинская, деревня (переселенческий участок Гнездо)
Калинкинская, деревня (переселенческий участок Калейников)
Козловская, деревня (переселенческий участок Козлов)
Котиковская, деревня (переселенческий участок Котик)
Кохинская, деревня
Красная, деревня (переселенческий участок Нечеса)
Курышинская, деревня
Малиновская, деревня (переселенческий участок Стайный)
Мачино, деревня (Мачина заимка)
Митиха, деревня (переселенческий участок Митиха)
Моховая, деревня (переселенческий участок Моховой)
Нейгаузен, деревня (переселенческий участок Чумаков)
Новгородская, деревня (переселенческий участок Горев)
Ново-Александровская, деревня (переселенческий участок Лапша)
Ново-Воздвиженка, деревня (переселенческий участок Плашечный)
Ново-Дмитриевская, деревня (переселенческий участок Лютых)
Ново-Семеновская, деревня (переселенческий участок Баев)
Ново-Слободская, деревня (переселенческий участок Медвежий)
Ново-Покровка, деревня (переселенческий участок Котов)
Ново-Покровская, деревня (переселенческий участок Чащала)
Ново-Спасская, деревня (переселенческий участок Притыка)
Ношинское, село
Ново-Рождественская, деревня (переселенческий участок Ахай)
Огурцовская, деревня
Петровская, деревня (переселенческий участок Налимий)
Плашечный, переселенческий участок
Плоцкая, деревня (переселенческий участок Каменный)
Покровская, деревня (переселенческий участок Богомолов)
Поскотинская, деревня (переселенческий участок Поскотина)
Романовская, деревня (переселенческий участок Дикий Ельник)
Руденская, деревня (переселенческий участок Рудяной)
Сахарный, поселок (переселенческий участок Сахарный)
Соколовская, деревня (переселенческий участок Половинка)
Сретенская, деревня (переселенческий участок Куклин)
Тагашинская, деревня (переселенческий участок Тагашики)
Тайнушенская, деревня (переселенческий участок Тайнушки)
Торокинская, деревня (переселенческий участок Торока)
Тульчет, деревня (переселенческий участок Тульчет)
Успенская, деревня (переселенческий участок Чёрное Озеро)
Устьянское, село
Ушаковская, деревня (переселенческий участок Ушаков)
Хетчикова, деревня (переселенческий участок Хетчиков)
Хорошевическая, деревня (переселенческий участок Сосновый)
Черемшанская, деревня (переселенческий участок Черемшанский)
Эстонка, деревня
Юпатова, деревня (переселенческий участок Кунгул)